# Break Up with Your Girlfriend, I'm Bored
Break Up with Your Girlfriend, I'm Bored (gestileerd in onderkast) is de derde single van het vijfde studioalbum, Thank U, Next, van de Amerikaanse zangeres Ariana Grande. Het werd door Republic Records uitgebracht op 8 februari 2019. Dit was gelijktijdig met het hele album en de muziekvideo. Het nummer werd in Ierland, Nieuw-Zeeland, Slovakije en het Verenigd Koninkrijk een nummer 1-hit.